# Tysk-österrikiska backhopparveckan 1956/1957
Under Tysk-österrikiska backhopparveckan 1956/1957 hoppade man i Oberstdorf den 29 december och den 30 december hoppade man i Innsbruck. den 1 januari hoppade man i Partenkirchen och den 3 januari hoppade man i Innsbruck. Tävlingen i Bischofshofen genomfördes slutligen den 6 januari.

## Oberstdorf
- Datum: 29 december 1956
- Land:  Västtyskland
- Backe: Schattenbergschanze

| Placering | Hoppare           | Land         | Poäng |
| --------- | ----------------- | ------------ | ----- |
| 01        | Pentti Uotinen    | Finland      | 227,0 |
| 02        | Aulis Kallakorpi  | Finland      | 223,0 |
| 03        | Toni Brutscher    | Västtyskland | 219,5 |
| 03        | Werner Lesser     | Östtyskland  | 219,5 |
| 05        | Andreas Däscher   | Österrike    | 218,5 |
| 06        | Max Bolkart       | Västtyskland | 217,5 |
| 07        | Kjell Kopstad     | Norge        | 215,5 |
| 08        | Harry Glass       | Östtyskland  | 212,5 |
| 09        | Walter Steinegger | Österrike    | 212,0 |
| 010       | Georg Thoma       | Västtyskland | 210,5 |
| 010       | Arne Osnes        | Norge        | 210,5 |
| 010       | Toivo Lauren      | Sverige      | 210,5 |

## Innsbruck
- Datum: 30 december 1956
- Land:  Österrike
- Backe: Bergiselschanze

| Placering | Hoppare           | Land            | Poäng |
| --------- | ----------------- | --------------- | ----- |
| 01        | Nikolaj Sjamov    | Sovjetunionen   | 221,5 |
| 02        | Nikolaj Kamenskij | Sovjetunionen   | 218,5 |
| 03        | Max Bolkart       | Västtyskland    | 217,5 |
| 04        | Koba Zakadse      | Sovjetunionen   | 213,5 |
| 05        | Werner Lesser     | Östtyskland     | 213,0 |
| 06        | Eino Kirjonen     | Finland         | 212,5 |
| 06        | Helmut Recknagel  | Östtyskland     | 212,5 |
| 08        | Pentti Uotinen    | Finland         | 211,5 |
| 09        | Zdeněk Remsa      | Tjeckoslovakien | 210,5 |
| 010       | Aulis Kallakorpi  | Finland         | 209,0 |

## Garmisch-Partenkirchen
- Datum: 1 januari 1957
- Land:  Österrike
- Backe: Bergiselschanze

| Placering | Hoppare           | Land          | Poäng |
| --------- | ----------------- | ------------- | ----- |
| 01        | Nikolaj Kamenskij | Sovjetunionen | 217,9 |
| 02        | Eino Kirjonen     | Finland       | 217,6 |
| 03        | Pentti Uotinen    | Finland       | 215,4 |
| 04        | Nikolaj Sjamov    | Sovjetunionen | 215,0 |
| 05        | Koba Zakadse      | Sovjetunionen | 212,3 |
| 06        | Nikolaj Trusov    | Sovjetunionen | 211,8 |
| 07        | Max Bolkart       | Västtyskland  | 210,7 |
| 08        | Harry Glass       | Östtyskland   | 206,4 |
| 09        | Toralf Engan      | Norge         | 205,8 |
| 010       | Władysław Tajner  | Polen         | 202,5 |

## Bischofshofen
- Datum: 6 januari 1957
- Land:  Österrike
- Backe: Paul-Ausserleitner-Schanze

| Placering | Hoppare            | Land          | Poäng |
| --------- | ------------------ | ------------- | ----- |
| 01        | Eino Kirjonen      | Finland       | 232,9 |
| 02        | Nikolaj Kamenskij  | Sovjetunionen | 223,7 |
| 03        | Nikolaj Sjamov     | Sovjetunionen | 219,5 |
| 04        | Georg Thoma        | Västtyskland  | 217,0 |
| 05        | Helmut Recknagel   | Östtyskland   | 216,9 |
| 06        | Harry Glass        | Östtyskland   | 216,1 |
| 07        | Werner Lesser      | Östtyskland   | 215,3 |
| 08        | Pentti Uotinen     | Finland       | 212,1 |
| 09        | Walter Habersatter | Österrike     | 210,9 |
| 010       | Walter Steinegger  | Österrike     | 210,8 |

## Slutställning
| Placering | Hoppare           | Land         | Poäng |
| --------- | ----------------- | ------------ | ----- |
| 01        | Pentti Uotinen    | Finland      | 862,8 |
| 02        | Eino Kirjonen     | Finland      | 862,1 |
| 03        | Max Bolkart       | Västtyskland | 853,6 |
| 04        | Werner Lesser     | Östtyskland  | 845,2 |
| 05        | Harry Glass       | Östtyskland  | 827,3 |
| 06        | Walter Steinegger | Österrike    | 825,0 |
| 07        | Aulis Kallakorpi  | Finland      | 821,1 |
| 08        | Georg Thoma       | Västtyskland | 812,0 |
| 09        | Władysław Tajner  | Polen        | 810,9 |
| 010       | Helmut Recknagel  | Östtyskland  | 808,6 |